# Cryphia plumbeola
Cryphia plumbeola är en fjärilsart som beskrevs av Otto Staudinger 1881. Cryphia plumbeola ingår i släktet Cryphia och familjen nattflyn. Inga underarter finns listade i Catalogue of Life.